# Petra Einhoff
Petra Einhoff (* 18. Januar 1963 in Attendorn) ist eine deutsche Schauspielerin und Synchronsprecherin.

## Leben
Petra Einhoff machte von 1983 bis 1987 eine Schauspielausbildung an der Otto-Falckenberg-Schule in München. 1996/1997 ging sie nach Los Angeles für ein sechsmonatiges Schauspielcoaching mit den Schwerpunkten Film und Fernsehen. Außerdem absolvierte sie eine Gesangsausbildung als Mezzosopranistin.
Ein erstes Festengagement nach ihrer Ausbildung hatte Einhoff am Mainfranken Theater in Würzburg (1987–1989, Intendanten: Achim Thorwald, Tebbe Harms Kleen); dort übernahm sie unter anderem die Hodel in einer Inszenierung des Musicals Anatevka unter der Regie von Dominique Mentha. Anschließend war sie von 1990 bis 1996 an den Münchner Kammerspielen unter der Intendanz von Dieter Dorn engagiert. Dort spielte Einhoff unter anderem, die Eve in Der zerbrochne Krug (Regie: Walter Weyers), die Sarah in Bernhards Der Theatermacher (Regie: Hans Lietzau), die Violet in dem Theaterstück Debütantinnenball von Beth Henley (Regie: Jens-Daniel Herzog), die Desiree in dem Theaterstück Volksvernichtung von Werner Schwab (Uraufführung 1991, Regie: Christian Stückl) und die Frau in Grün in Schlusschor von Botho Strauß (Uraufführung 1992, Regie: Dieter Dorn). 1995 hatte sie ein Gastengagement am Theater an der Kö in Düsseldorf; dort verkörperte sie unter der Regie von René Heinersdorff die Rolle der Sally Bowles in dem Musical Cabaret.
Weitere Theaterengagements hatte Einhoff regelmäßig seit der Spielzeit 2002/03 an den Kammerspielen Landshut. Dort trat sie unter anderem als Sonja in Drei Mal Leben (2002/03), als Natalie in dem szenischen Liederabend Sekretärinnen von Franz Wittenbrink (2002–2005) und als Annette Houillé in Der Gott des Gemetzels auf. 2004 kreierte sie am Teamtheater München, an der Seite von Matthias Kostya, die Rolle der Charlotte in der Uraufführung des Kammermusicals Baby Talk von Peter Lund und Thomas Zaufke. Mit Babytalk gastierte Einhoff 2006 auch an den Kammerspielen Landshut und am Altstadttheater Ingolstadt. In der Spielzeit 2007/08 übernahm sie die weibliche Hauptrolle in der Liebeskomödie Jack und Jill von Jane Martin in einer Tourneeproduktion.
Nach einigen kleinen Rollen war Einhoff dann ab 1997 auch regelmäßig in Fernsehserien und Fernsehfilmen zu sehen. Einhoff übernahm hierbei mehrere durchgehende Serienrollen, Episodenrollen und auch Gastrollen. In der Krankenhausserie Alphateam – Die Lebensretter im OP verkörperte sie 1997/1998 in insgesamt zehn Folgen die Rolle der OP-Schwester Eike Wagner. Eine weitere durchgehende Serienrolle hatte sie 2000 als Beatrice Engel in der ARD-Familienserie Aus gutem Haus; sie verkörperte die Mutter der weiblichen Serienhauptrolle Gesa.
Episodenrollen spielte Einhoff unter anderem in den Fernsehserien Forsthaus Falkenau (1999), Auf eigene Gefahr (2000), Großstadtrevier (2002), SOKO 5113 (2008; als Frau des Opfers in der Folge Der Gehängte), Der Bergdoktor (2010; als Frau Hölzl in dem Bergdoktor-Spezial Durch eisige Höhen), Die Chefin (2013; als Notarin Dr. Johanna Rieger) und Um Himmels Willen (2015; als Dorothea Schiller, die ehrgeizige Mutter eines 12-jährigen Schülers); in der ZDF-Krimireihe Unter Verdacht (Erstausstrahlung: Januar 2018) hatte sie einen Kurzauftritt als Psychologin Ute Zoch.
Von Oktober 2010 bis November 2016 spielte Einhoff in fast 180 Folgen die Rolle der Gerichtsmedizinerin Dr. Sabine Eckstein in der ZDF-Krimiserie Die Rosenheim-Cops. In einer im Februar 2018 erstausgestrahlten Folge hatte sie noch einmal einen Gastauftritt. Im März 2018 war Einhoff in der ZDF-Serie SOKO Stuttgart in einer Episodenhauptrolle zu sehen, als Liana Kerner, die tatverdächtige Inhaberin eines Blumenladens, die immer noch unter dem tragischen Tod ihrer Tochter leidet.
Einhoff ist außerdem umfangreich als Synchronsprecherin tätig. Sie lieh ihre Stimme unter anderem Libuše Šafránková in Kolya, Caroline Goodall in Plötzlich Prinzessin, Emily Mortimer in Lieber Frankie, Cate Blanchett in The Gift – Die dunkle Gabe und Sarah Jessica Parker in Miami Rhapsody.
Einhoff lebt in München.

## Filmografie (Auswahl)

### Schauspielerin
- 1987: Die glückliche Familie (Fernsehserie)
- 1995: Der Schattenmann
- 1996: Tatort – Perfect Mind – Im Labyrinth (Fernsehreihe)
- 1998: Alphateam – Die Lebensretter im OP (Fernsehserie)
- 1999: Forsthaus Falkenau – Streicheleinheiten (Fernsehserie)
- 1999: Zwei Brüder – Herztod (Fernsehreihe)
- 2000: Aus gutem Haus (Fernsehserie; Serienrolle)
- 2000: Auf eigene Gefahr – Maschas linke Hand (Fernsehserie)
- 2000: Für die Liebe ist es nie zu spät (Fernsehfilm)
- 2002: Großstadtrevier – Die Jagd nach dem Glück (Fernsehserie)
- 2006: Utta Danella – Eine Liebe im September (Fernsehfilm)
- 2006: Die Rosenheim-Cops – Reiche Säcke, arme Schweine (Fernsehserie)
- 2007: Drei teuflisch starke Frauen – Eine für alle
- 2007: Drei teuflisch starke Frauen – Die Zerreißprobe
- 2007: Tatort – Kleine Herzen (Fernsehreihe)
- 2008: Rosamunde Pilcher – Melodie der Liebe (Fernsehreihe)
- 2008: SOKO 5113 – Der Gehängte (Fernsehreihe)
- 2009: Tatort: Um jeden Preis (Fernsehreihe)
- 2010: Der Bergdoktor – Durch eisige Höhen (Fernsehserie)
- 2010–2016; 2018; 2020: Die Rosenheim-Cops (Fernsehserie; Serienrolle)
- 2011: Hubert und Staller – Tod aus der Schnabeltasse (Fernsehserie)
- 2011: Der Alte – Der Tod und das Mädchen (Fernsehserie)
- 2013: SOKO München – Ein perfekter Plan (Fernsehserie)
- 2013: Die Chefin – Versprechen (Fernsehreihe)
- 2015, 2021: Um Himmels Willen – Mutterliebe, Plötzlich reich, Bühnenreif (Fernsehserie)
- 2017: Hubert und Staller – Neapel hören und sterben? (Fernsehserie)
- 2018: Unter Verdacht – Verschlusssache (Fernsehreihe)
- 2018: SOKO Stuttgart – Teufelszeug (Fernsehserie)
- 2018: Frühling – Gute Väter, schlechte Väter (Fernsehreihe)
- 2020: München Laim – Laim und der letzte Schuldige (Fernsehreihe)
- 2023: Hubert ohne Staller – Lehrer sind auch nur Menschen (Fernsehserie)

### Synchronsprecherin

#### Filme
- 1989: Für Mieko Nobusawa in Kikis kleiner Lieferservice als Kokiri (Kikis Mutter)
- 1995: Für Sarah Jessica Parker in Miami Rhapsody – Heiße Nächte in Florida als Gwyn Marcus
- 2000: Für Cate Blanchett in The Gift – Die dunkle Gabe als Annie Wilson
- 2003: Für Marsha Thomason in Die Geistervilla als Sara Evers
- 2005: Für Sophie Winkleman in Die Chroniken von Narnia: Der König von Narnia als Susan (erwachsen)
- 2009: Für Alex Reid in The Descent 2 – Die Jagd geht weiter als Beth (Rückblick)
- 2010: Für Rachael Stirling in Centurion als Druzilla
- 2013: Für Lori Alan in Toy Story of Terror als Bonnies Mutter

#### Serien
- 1990–1993: Für Stacy Galina in Unter der Sonne Kaliforniens als Kate Whittaker
- 1995: Für Mai Zetterling in Der Unsichtbare als Tanja Roskof
- 2003: Für Veanne Cox in Für alle Fälle Amy als Mrs. Margolis
- 2005: Für Gloria Reuben in The Agency – Im Fadenkreuz der C.I.A. als Lisa Fabrizzi
- 2006–2008: Für Jewel Staite in Stargate Atlantis als Dr. Jennifer Keller
- 2007: Für Genevieve O’Reilly in Die Schattenmacht – The State Within als Caroline Hanley